# ロス508b
ロス508b（英語: Ross 508 b）は、地球からへび座（頭部）の方向に約37光年離れた位置にある赤色矮星 ロス508 の周囲を公転する太陽系外惑星である。

## 発見
ロス508bは、惑星の重力で主星が揺れ動くことで地球からの視線速度が周期的に変化する様子を捉えるドップラー分光法（視線速度法）による観測で発見され、2022年6月30日にその発見論文が『日本天文学会欧文研究報告』 (PASJ) に掲載された。
ロス508bを発見したのは、ハワイ島にあるすばる望遠鏡に搭載されている赤外線ドップラー装置 (IRD) によるドップラー分光法での観測で、これまで系統的な太陽系外惑星探索が行われていなかった、スペクトル分類が晩期M型の赤色矮星の周囲を公転している惑星の発見を目的とした「IRD-すばる戦略枠プログラム (IRD-SSP)」で、2019年より運用が開始された。
こうした晩期M型の赤色矮星は、以前から地球型惑星を探すのに向いているとされてきたが、これまでに惑星が発見されていたそのような既知の赤色矮星は5個程度しかなかった。
ロス508bはこのプロジェクトでの観測で発見された初めての太陽系外惑星で、また、赤外線分光データのみを用いた系統的探索で発見された太陽系外惑星としては世界初の成果となった。

## 特徴
主星の視線速度の変動から得られた観測データの分析から、ロス508bは少なくとも地球の約4倍の質量を持つとされ、その質量の大きさからスーパーアースであると推測されている。太陽から水星までの距離の1割余りに相当する、主星から約 0.054 au（約800万 km）離れた軌道を10日余りの公転周期で公転している。
主星の視線速度の変化の具合から、ロス508bは軌道離心率が0.33程度の楕円軌道で公転しているとみられ、近点付近以外を除く、軌道の半分以上が表面に液体の水が存在できるハビタブルゾーン内にあるとみられている。
他の主星に近い軌道を公転しているスーパーアースと同様に、ロス508bは主星から約 0.16 au 離れたところにある雪線（スノーライン）よりも外側で形成され、タイプI移動により現在の軌道にまで変化した可能性があるとみられている。
これからの将来的なロス508bの大気特性の評価により、ロス508bの詳細な組成や、ハビタブルゾーン付近を公転する大質量の地球型惑星の形成メカニズムの調査研究が可能となることが期待されている。